# Guadasséquies
Guadasséquies – gmina w Hiszpanii, w prowincji Walencja, we wspólnocie autonomicznej Walencja, o powierzchni 3,26 km². W 2011 roku liczyła 447 mieszkańców.